# قائمة الكليات والجامعات في فرنسا
يضم نظام التعليم العالي الحكومي في فرنسا جامعات وغيرها من مؤسسات التعليم العالي، التي تختص بتدريس مناهج تعليمية ومنح درجات علمية تصل إلى درجة الدكتوراه، كما تساهم في أنشطة البحث العلمي.
إلى جانب المؤسسات التعليمية الممولة من الدولة، والتي تقوم على منح الدرجات العلمية المعترف بها للأغلبية العظمى من الطلبة في فرنسا وبمصاريف دراسية منخفضة، توجد أيضًا مؤسسات تعليمية خاصة.

## الجامعات الحكومية في فرنسا
يبلغ عدد الجامعات الحكومية في فرنسا 81 جامعة، بعضها تدار بالتشارك بواسطة عدة مؤسسات بحثية، وتسمى الواحدة منها «قطب للبحث العلمي والتعليم العالي» (بالفرنسية: Pôle de recherche et d'enseignement supérieur)‏ وتختصر إلى PRES.
- أكاديمية العلوم الأخلاقية والسياسية الفرنسية
- أكاديمية إكس-مارسيليا
  - جامعة بروفانس
  - جامعة البحر المتوسط
  - جامعة بول سيزان
- جامعة أفينيون
- أكاديمية أميان
  - جامعة جول فيرن
- أكاديمية بيزانسون
  - جامعة فرانش كومتيه
- أكاديمية بوردو